# The Block Brochure: Welcome to the Soil 6
The Block Brochure: Welcome to the Soil 6 è il ventiduesimo album del rapper statunitense E-40. Pubblicato il 10 dicembre 2013 assieme a The Block Brochure: Welcome to the Soil 4 e The Block Brochure: Welcome to the Soil 5 sotto l'etichetta Heavy On The Grind Entertainment, vede la partecipazione di Rick Ross, Gucci Mane, Jeezy e B-Legit.
L'album entra nella Billboard 200 e nella chart dedicata agli album R&B/Hip-Hop.
| Recensione | Giudizio |
| ---------- | -------- |
| AllMusic   | [ 1 ]    |
| HipHopDX   | [ 2 ]    |

## Tracce
1. Champagne (featuring Rick Ross & French Montana) – 4:45 (musica: Willy Will)
2. Mob Shit (featuring B-Legit) – 3:34 (musica: Ted DiGTL)
3. Penetrate (featuring Iamsu!, Sage the Gemini & Eric Statz) – 3:08 (musica: Eric Statz)
4. Turn Up or Burn Up (featuring Skeme & Problem) – 3:40 (musica: Disko Boogie)
5. Pablo (featuring Gucci Mane & Trinidad Jame$) – 5:51 (musica: Honorable C l.N.O.T.E.)
6. Tonight (featuring Jeezy & Cousin Fik) – 3:16 (musica: C-Ballin)
7. Put It in the Air (featuring Mac Mall & San Quinn) – 4:02 (musica: C-Ballin)
8. Mac Russ (skit) – 0:20
9. Art of Story Tellin Pt. II – 4:13 (musica: Droop-E)
10. Up All Night (featuring Clyde Carson) – 3:20 (musica: Ted DiGTL)
11. In a Bucket – 3:33 (musica: Rick Rock)
12. Rep Yo District – 4:00 (musica: Fre$co)
13. Throwed Like This – 3:35 (musica: Tha Bizness)
14. What Kind of World – 4:22 (musica: Sam Bostic)
15. Don't Shoot the Messenger – 4:53 (musica: Benjamin Blapperson)

Durata totale: 56:32

## Classifiche

### Classifiche settimanali
| Classifica (2013)         | Posizione massima |
| ------------------------- | ----------------- |
| Stati Uniti               | 151               |
| US Top R&B/Hip-Hop Albums | 21                |